# Yeta
Yeta (argentyński slang lunfardo) – w tradycji tanga argentyńskiego oznacza czynność przynoszącą pecha.
W tangu argentyńskim istnieje wiele przesądów kultywowanych przez tancerzy – milonguero. Jednym z nim jest, że nie tańczy się znanego tanga Adios Muchachos, podobno ostatniego tanga, jakie przed gwałtowną śmiercią śpiewał Carlos Gardel.
Wymawianie nazwiska znanego pianisty i dyrygenta orkiestry tanga, Carlosa di Sarli, noszącego ciemne okulary przesłaniające blizny na twarzy, również uznawane jest za przynoszące pecha artystom. Aby "przezwyciężyć złe moce", muzycy argentyńscy wymawiają przed koncertami nazwisko Osvaldo Pugliese.

## Życiorys
1. Robert Farris Thompson: Tango: the art history of love. New York: Pantheon Books, 2005. ISBN 0-375-40931-9. (ang.). Brak numerów stron w książce